# Moreu

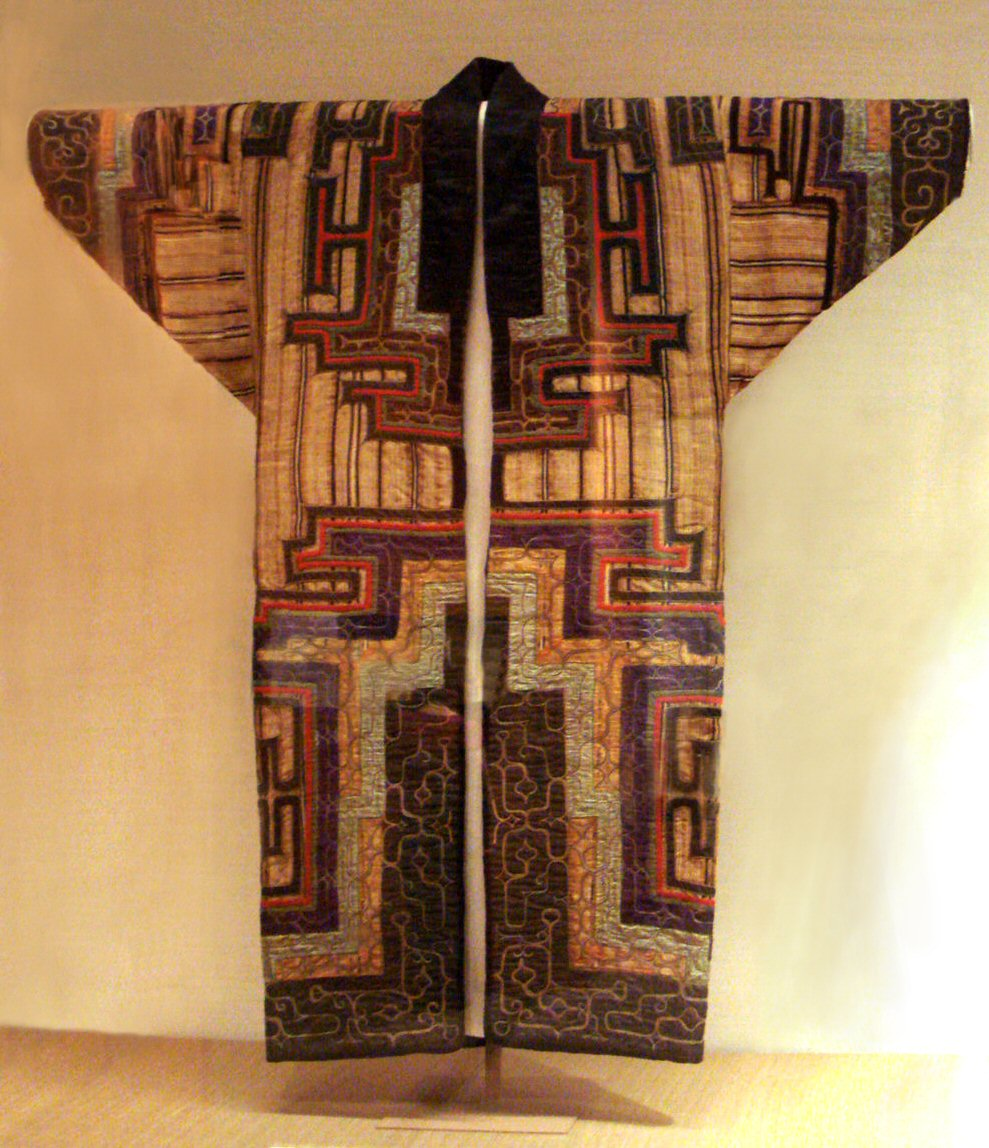
Rytualny strój ajnoski zdobiony moreu

Moreu – charakterystyczny wyłącznie dla Ajnów ornament zdobiący odzież.
Był elementem odświętnego attuś, tradycyjnego stroju ajnuskiego. Zdobił plecy, obwód w dolnej części, rękawy, przebiegał również wokół szyi i wzdłuż rozcięcia, aż do samego dołu ubrania. Łączył w sobie elementy spirali i wiru. Miał chronić przed złymi duchami, informował o przynależności do danego kotanu, czy pochodzeniu z określonego regionu, pełnił także funkcje estetyczne. Wykonywały go kobiety, posługując się igłą i nożem.
Proces ornamentowania w ten sposób odzieży, a także ozdabianie inau i ikupasuj nazywano ikarkar.
Lew Sternberg dostrzegał w moreu nawiązanie do mającego występować dawniej wśród Ajnów kultu węża.